# Lajoux (France)
Pour les articles homonymes, voir Lajoux.
Lajoux est une commune française située dans le département du Jura, dans la région culturelle et historique de Franche-Comté et la région administrative Bourgogne-Franche-Comté.
Ses habitants se nomment les Lajoulands.
Lajoux présente la particularité de posséder deux codes postaux : l'un (01410) relevant de l'Ain, l'autre (39310) du Jura, qui s'appliquent selon la rue où est située l'adresse postale.

## Géographie

### Localisation
D'une superficie de 24 km2, Lajoux est le village le plus élevé du massif du Jura avec une altitude moyenne de 1 178 m. Il reçoit le siège du parc naturel régional du Haut-Jura.

### Climat
Pour des articles plus généraux, voir Climat de la Bourgogne-Franche-Comté et Climat du département du Jura.
En 2010, le climat de la commune est de type climat de montagne, selon une étude du Centre national de la recherche scientifique s'appuyant sur une série de données couvrant la période 1971-2000. En 2020, Météo-France publie une typologie des climats de la France métropolitaine dans laquelle la commune est exposée à un climat de montagne ou de marges de montagne et est dans la région climatique Jura, caractérisée par une forte pluviométrie en toutes saisons (1 000 à 1 500 mm/an), des hivers rigoureux et un ensoleillement médiocre.
Pour la période 1971-2000, la température annuelle moyenne est de 5,7 °C, avec une amplitude thermique annuelle de 14,8 °C. Le cumul annuel moyen de précipitations est de 1 965 mm, avec 13 jours de précipitations en janvier et 10,5 jours en juillet. Pour la période 1991-2020, la température moyenne annuelle observée sur la station météorologique de Météo-France la plus proche, « Saint-Claude », sur la commune de Saint-Claude à 8 km à vol d'oiseau, est de 10,3 °C et le cumul annuel moyen de précipitations est de 1 869,2 mm. 
La température maximale relevée sur cette station est de 41 °C, atteinte le 24 juillet 2019 ; la température minimale est de −23,7 °C, atteinte le 12 janvier 1987,,.
Les paramètres climatiques de la commune ont été estimés pour le milieu du siècle (2041-2070) selon différents scénarios d'émission de gaz à effet de serre à partir des nouvelles projections climatiques de référence DRIAS-2020. Ils sont consultables sur un site dédié publié par Météo-France en novembre 2022.

### Voies de communication et transports
Lajoux est traversée par la route départementale 436, venant de Saint-Claude et allant à Mijoux, dans l'Ain. La quasi totalité du village est concentrée au bord de cette route, ainsi que sur la route de Sur les Champs, et la rue du Triolet.

## Urbanisme

### Typologie
Au 1er janvier 2024, Lajoux est catégorisée commune rurale à habitat dispersé, selon la nouvelle grille communale de densité à sept niveaux définie par l'Insee en 2022.
Elle est située hors unité urbaine et hors attraction des villes,.

### Occupation des sols
L'occupation des sols de la commune, telle qu'elle ressort de la base de données européenne d’occupation biophysique des sols Corine Land Cover (CLC), est marquée par l'importance des forêts et milieux semi-naturels (87,6 % en 2018), une proportion sensiblement équivalente à celle de 1990 (87,5 %). La répartition détaillée en 2018 est la suivante : 
forêts (63 %), milieux à végétation arbustive et/ou herbacée (24,6 %), prairies (11,7 %), zones agricoles hétérogènes (0,7 %). L'évolution de l’occupation des sols de la commune et de ses infrastructures peut être observée sur les différentes représentations cartographiques du territoire : la carte de Cassini (XVIIIe siècle), la carte d'état-major (1820-1866) et les cartes ou photos aériennes de l'IGN pour la période actuelle (1950 à aujourd'hui).

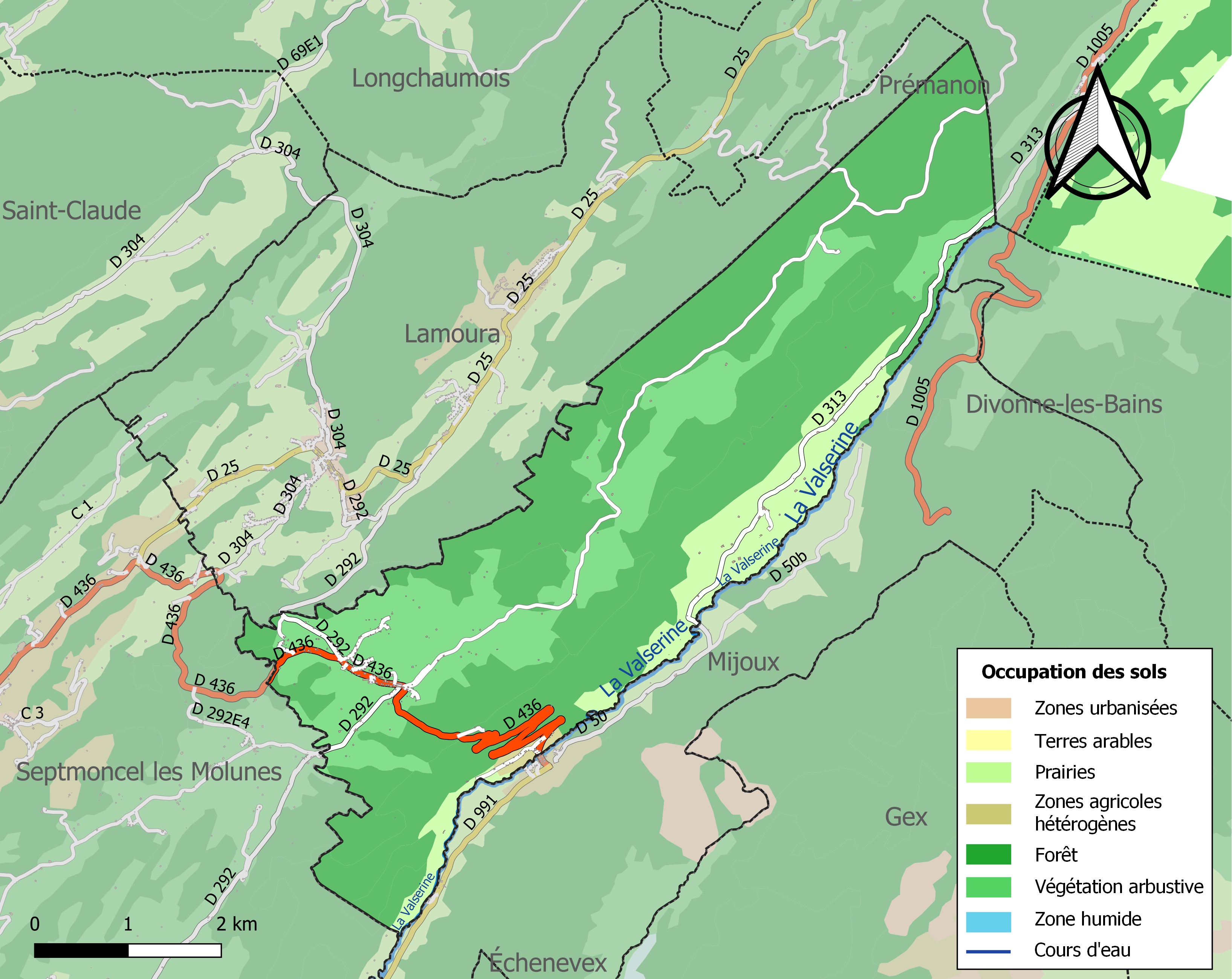
Carte des infrastructures et de l'occupation des sols de la commune en 2018 (CLC).

## Histoire
La vallée de la Valserine est attribuée en 790 par l'empereur Charlemagne à l'abbaye de Saint-Oyan, donation confirmée en 1185 par l'empereur Frédéric Barberousse. Elle est longtemps disputée entre les gens de Septmoncel et ceux de Gex, qui dépendaient de deux états différents, le comté de Bourgogne pour les premiers et le duché de Savoie pour les seconds. En 1601, le pays de Gex est rattaché au royaume de France par le traité de Lyon, puis en 1612 le traité d'Auxonne définit la frontière entre le comté, alors possession espagnole, et le royaume. La limite est fixée au cours de la rivière Valserine, ce qui divise la vallée en deux parties. La rive droite avec le hameau de Lajoux est rattachée à Septmoncel, et la rive gauche avec le hameau de Mijoux à Gex.
Lajoux est détachée de Septmoncel pour être érigée en commune le 21 octobre 1839 tandis que Mijoux sera détachée de Gex pour constituer une commune en 1910.

## Politique et administration

### Liste des maires
| Période   | Période   | Identité                 | Étiquette | Qualité        |
| --------- | --------- | ------------------------ | --------- | -------------- |
| mars 2001 | mars 2008 | Jean-Pierre Secrétant    |           | retraité       |
| mars 2008 | mai 2014  | Thierry Grenard          |           |                |
| mai 2014  | 2020      | Jean-Marc Rubat Du Merac |           | sapeur pompier |
| 2020      | En cours  | Hubert Maitre            |           |                |

## Population et société

### Démographie
L'évolution du nombre d'habitants est connue à travers les recensements de la population effectués dans la commune depuis 1841. Pour les communes de moins de 10 000 habitants, une enquête de recensement portant sur toute la population est réalisée tous les cinq ans, les populations de référence des années intermédiaires étant quant à elles estimées par interpolation ou extrapolation. Pour la commune, le premier recensement exhaustif entrant dans le cadre du nouveau dispositif a été réalisé en 2004.

En 2022, la commune comptait 299 habitants, en évolution de +19,6 % par rapport à 2016 (Jura : −0,81 %, France hors Mayotte : +2,11 %).
| 1841 | 1846 | 1851 | 1856 | 1861 | 1866 | 1872 | 1876 | 1881 |
| ---- | ---- | ---- | ---- | ---- | ---- | ---- | ---- | ---- |
| 662  | 828  | 754  | 724  | 708  | 605  | 590  | 636  | 583  |

| 1886 | 1891 | 1896 | 1901 | 1906 | 1911 | 1921 | 1926 | 1931 |
| ---- | ---- | ---- | ---- | ---- | ---- | ---- | ---- | ---- |
| 588  | 559  | 553  | 513  | 461  | 438  | 352  | 351  | 286  |

| 1936 | 1946 | 1954 | 1962 | 1968 | 1975 | 1982 | 1990 | 1999 |
| ---- | ---- | ---- | ---- | ---- | ---- | ---- | ---- | ---- |
| 268  | 219  | 210  | 193  | 149  | 121  | 158  | 197  | 220  |

| 2004 | 2006 | 2009 | 2014 | 2019 | 2022 | - | - | - |
| ---- | ---- | ---- | ---- | ---- | ---- | - | - | - |
| 256  | 253  | 251  | 251  | 285  | 299  | - | - | - |

### Sports
Lajoux abrite une petite remontée mécanique et l'ESF. Les raquettes ou la luge sont conseillées.

### Hôtels et restaurants dans le village
Le village abrite un hôtel-restaurant : le pas sage et un hôtel dans la rue principale entre les pistes de ski et de raquettes.

## Culture locale et patrimoine

### Lieux et monuments
Lajoux accueille le siège du parc naturel régional du Haut-Jura dans la Maison du Parc.

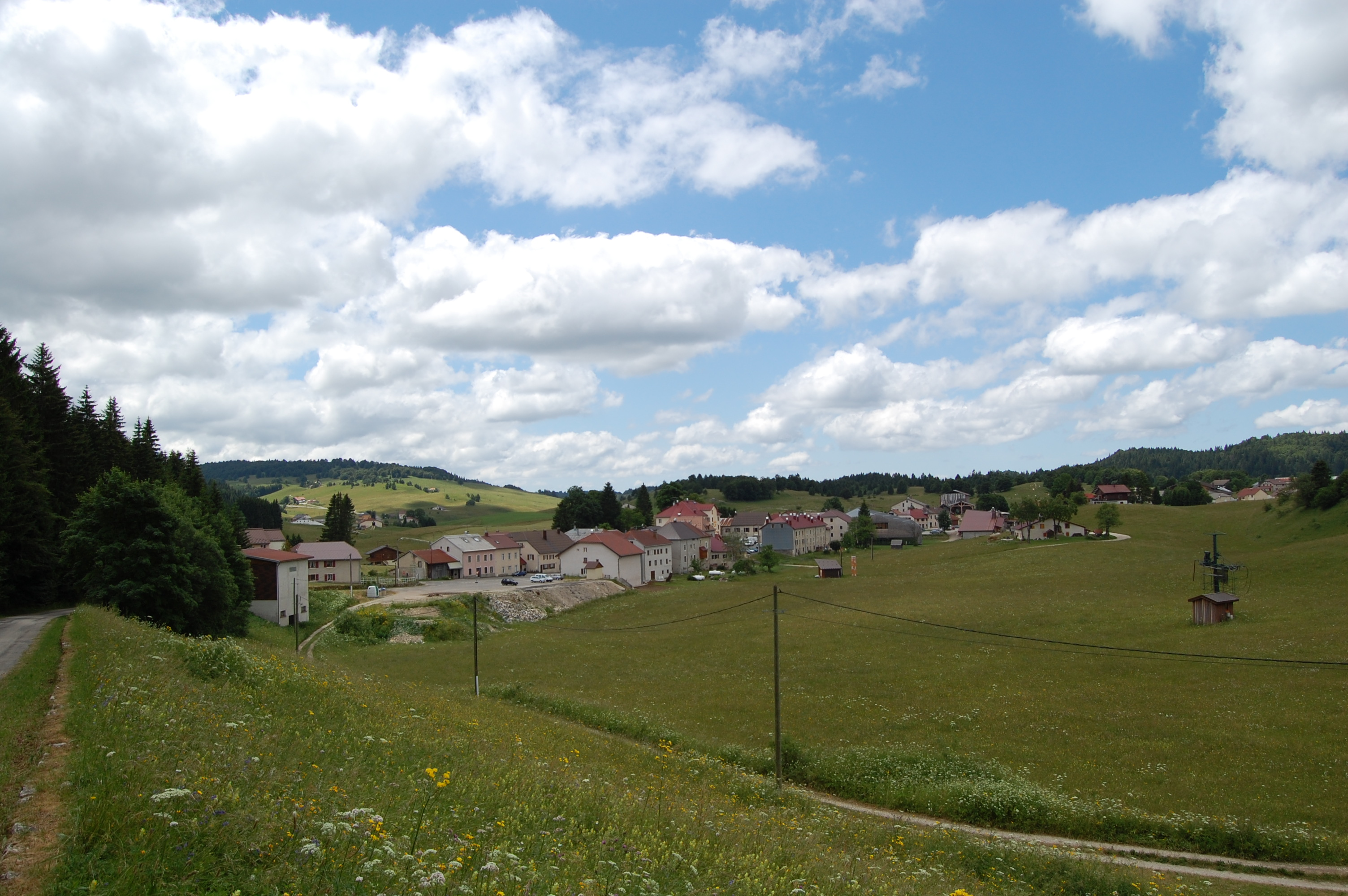
Vue du village.
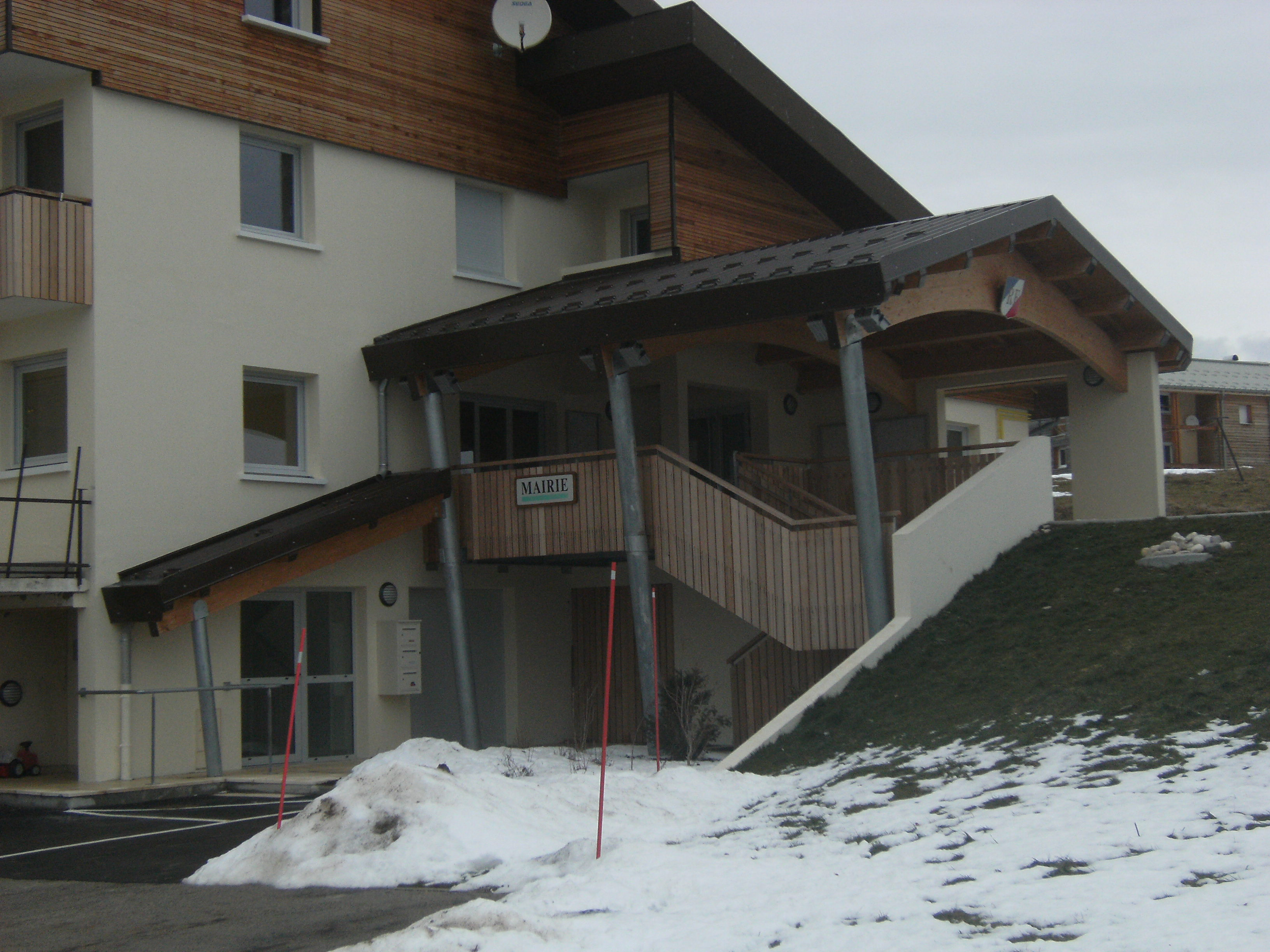
Mairie.
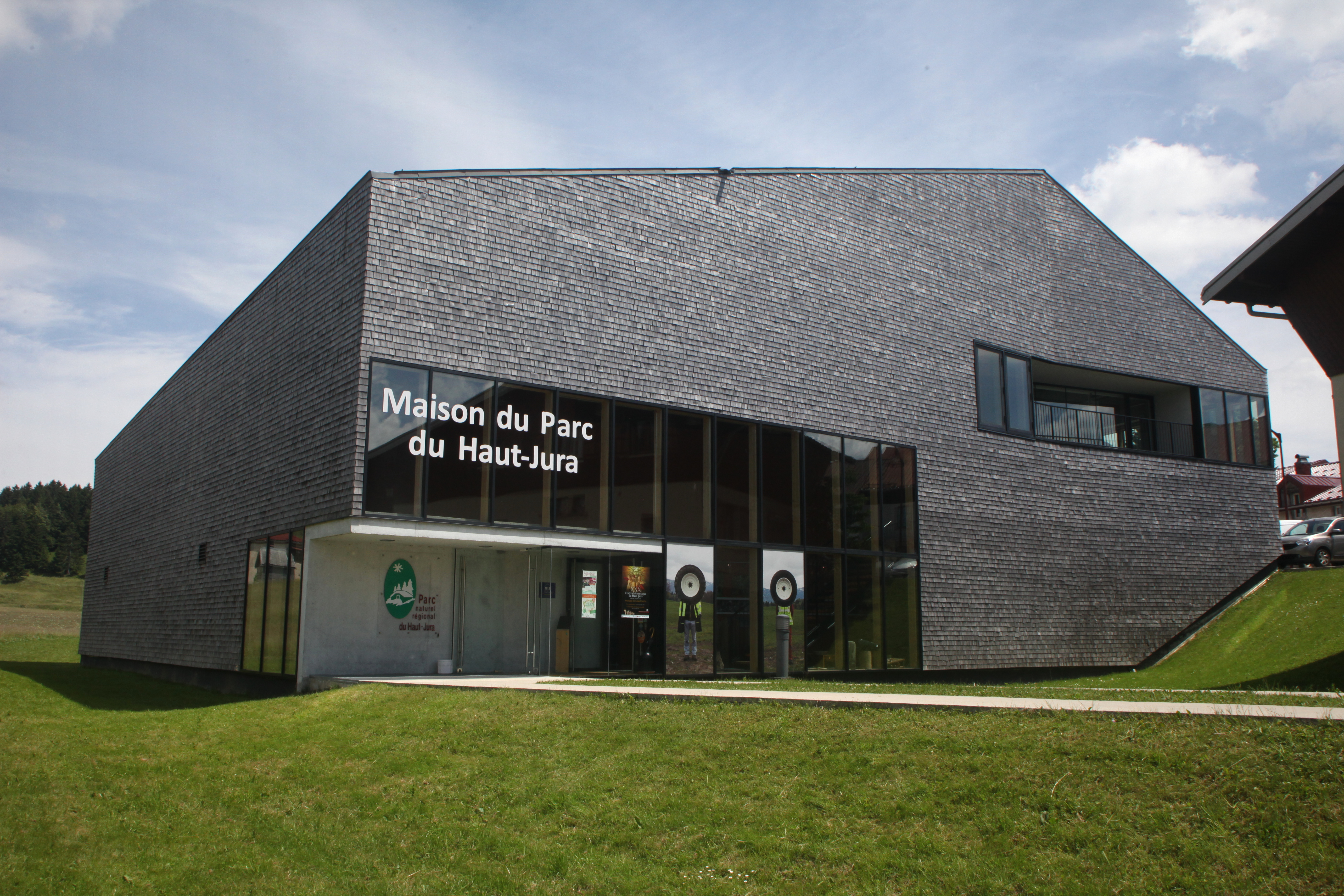
Maison du Parc du Haut-Jura.
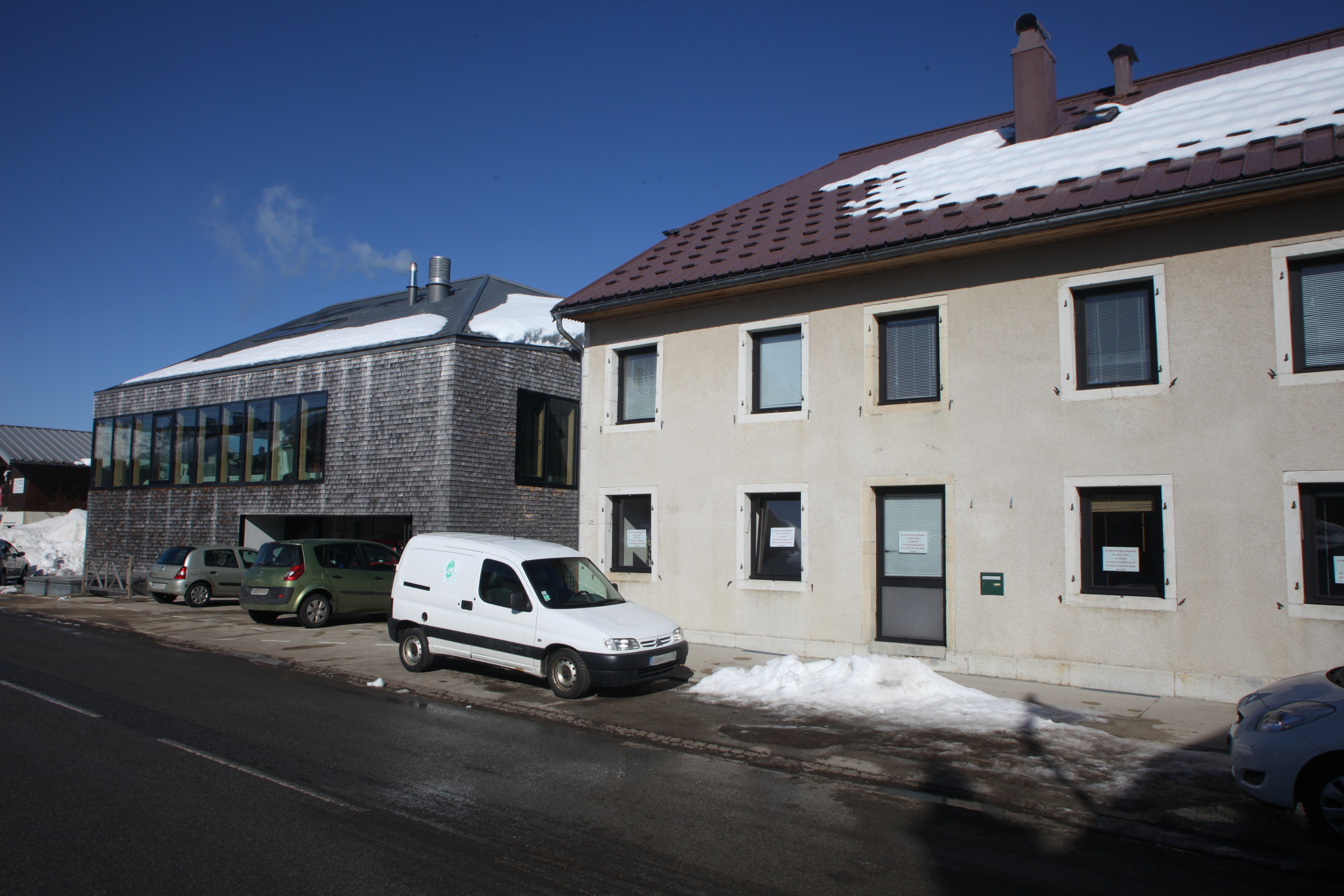
Maison du Parc du Haut-Jura.